# Валгомка
Валгомка (в верховье Холмача, ранее также Валхома) — река в России, протекает по Волховскому району Ленинградской области. Правый приток Сяси. В месте впадения Валгомки в Сясь расположен город Сясьстрой.

## География
Длина реки составляет 44 км, площадь водосборного бассейна — 322 км².
Холмача берёт начало из озера Ранского и течёт на юго-запад, затем поворачивая на север. Принимает слева приток Масельгу и меняет название на Валгомка. Пересекает железнодорожную линию Волховстрой — Мурманск, за железной дорогой на левом берегу расположен посёлок Лунгачи, на левом — деревня Заречье. За Заречьем Валгомка поворачивает на северо-запад. На правом берегу деревня Низино, за которой река резко поворачивает на юго-запад. Валгомка протекает через Сясьстрой и впадает в Сясь в 4 км от устья последней.

## Данные водного реестра
По данным государственного водного реестра России относится к Балтийскому бассейновому округу, водохозяйственный участок реки — Сясь, речной подбассейн реки — Нева и реки бассейна Ладожского озера (без подбассейна Свирь и Волхов, российская часть бассейнов). Относится к речному бассейну реки Нева (включая бассейны рек Онежского и Ладожского озера).
Код объекта в государственном водном реестре — 01040300112102000018488.